# Déclaration du 1er novembre 1954
Pour les articles homonymes, voir Premier-Novembre.

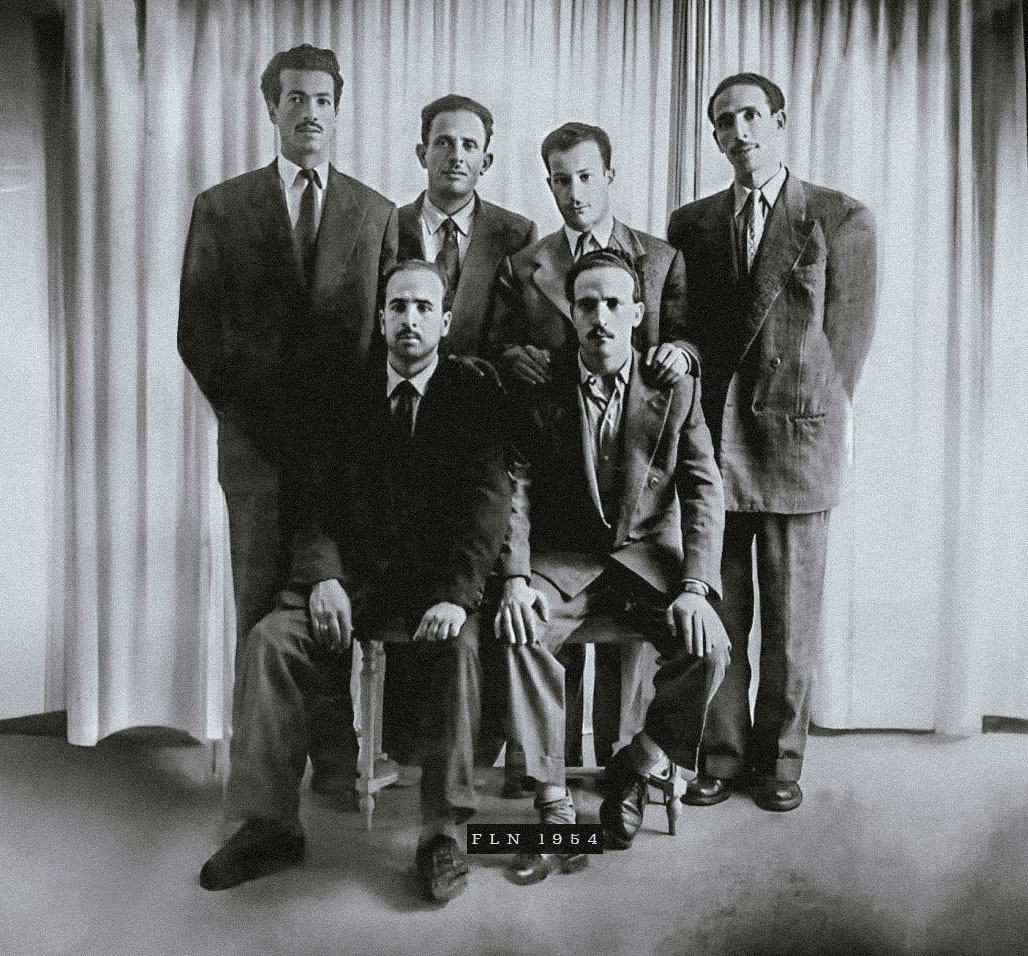
Six chefs du Front de libération nationale en 1954 avant le déclenchement de la « Toussaint rouge ». Les deux auteurs de la déclaration du 1er novembre 1954-, Mohamed Boudiaf et Mourad Didouche, sont les deux hommes debout à droite.

La Déclaration du 1er novembre 1954, aussi connue sous le nom de manifeste du FLN, est le premier appel adressé par le Front de libération nationale (FLN) au peuple algérien, en liaison avec la journée d'action de la « Toussaint rouge », marquant le début de la guerre d'indépendance de l'Algérie.

## Rédaction
C'est le journaliste Mohamed El Aïchaoui qui a écrit la déclaration du 1er novembre 1954 sous la dictée de Mohamed Boudiaf et de Mourad Didouche dans le magasin du tailleur et militant du Parti du peuple algérien (PPA), Aïssa Kechida, dans la casbah d'Alger.
Le journaliste Mohamed El Aïchaoui a été ensuite arrêté, dès son retour de la Kabylie plus exactement à Ighil Imoula où les documents de la proclamation du 1er novembre 1954 ont été tirés au domicile des Zaâmoum. Le village abrite d'ailleurs une stèle dédiée principalement à l'histoire de cette proclamation. On y retrouve la fameuse machine à écrire avec laquelle la proclamation a été rédigée.

## Présentation et analyse

### But
« BUT : L'Indépendance nationale par :
1. La restauration de l'état algérien souverain, démocratique et social dans le cadre des principes islamiques.
2. Le respect de toutes les libertés fondamentales sans distinction de races et de confessions. »

### Objectifs intérieurs
« OBJECTIFS INTÉRIEURS :
1. Assainissement politique par la remise du mouvement national révolutionnaire dans sa véritable voie et par l’anéantissement de tous les vestiges de corruption et de réformisme, cause de notre régression actuelle.
2. Rassemblement et organisation de toutes les énergies saines du peuple algérien pour la liquidation du système colonial. »

Analyse
Dans le premier point, il y a une référence aux tentatives de réformes du gouvernement français, initiées par les pieds-noirs dans l'entre-deux-guerres. Ces réformes furent un échec. De plus, en 1944, la citoyenneté s'ouvre en Algérie et l'égalité civile est octroyée. Néanmoins, cela reste trop tardif et insuffisant. En 1948 est élue une Assemblée algérienne, malgré cela, la France refuse l'autonomie à l'Algérie. Enfin, on observe un truquage massif des élections en 1948, 1951 et 1954. Le but pour les autorités françaises est d'empêcher une victoire des nationalistes.
Le deuxième point fait écho à la division des Algériens, avec d'un côté les partisans de Ferhat Abbas, à la tête de l'Union démocratique du manifeste algérien (UDMA), les Oulemas, le Parti Communiste Algerien (PCA), les partisans de Messali Hadj (MNA) et de l'autre, les nationalistes du Mouvement pour le Triomphe des Libertes Democratiques (MTLD) d'ou viennent les organisateurs du FLN.

### Objectifs extérieurs
« OBJECTIFS EXTÉRIEURS :
1. Internationalisation du problème algérien.
2. Réalisation de l’Unité nord-africaine dans le cadre naturel arabo-musulman.
3. Dans le cadre de la Charte des Nations unies, affirmation de notre sympathie à l'égard de toutes nations qui appuieraient notre action libératrice. »

Analyse
La premier point consiste à faire de la cause algérienne une cause mondiale. Pour cela, le Front de libération nationale (FLN) envoie de nombreux diplomates dans des conférences. En septembre 1958 est également créé le Gouvernement provisoire de la République algérienne (GPRA) qui tente de se faire connaître par l'ONU. Enfin, le FLN reçoit un soutien matériel et politique de la part des pays arabes, africains et asiatiques.
Le deuxième point fait allusion à la tentative d'union du FLN avec les pays du Maghreb, principalement la Tunisie et le Maroc, également sous domination de la France. En effet, les deux pays sont particulièrement engagés dans la lutte pour l'indépendance. En Tunisie, on peut citer Bourguiba à la tête du parti nationaliste et Hached qui mène une lutte syndicale. Au Maroc, les résistances se font par des manifestations et des émeutes de type insurrectionnel. Il y a aussi le roi du Maroc Mohammed V qui, dès la Seconde Guerre mondiale, tente d'obtenir plus d'autonomie, ce que la France refuse. Néanmoins, l'union de ces trois pays sera un échec. Dans les trois cas, le chemin vers l'indépendance sera différent et épineux.

### Moyens de lutte
« MOYENS DE LUTTE :
Conformément aux principes révolutionnaires et compte tenu des situations intérieure et extérieure, la continuation de la lutte par tous les moyens jusqu'à la réalisation de notre but.
Pour parvenir à ces fins, le Front de libération nationale aura deux tâches essentielles à mener de front et simultanément : une action intérieure tant sur le plan politique que sur le plan de l'action propre, et une action extérieure en vue de faire du problème algérien une réalité pour le monde entier avec l'appui de tous nos alliés naturels.
C'est là une tâche écrasante qui nécessite la mobilisation de toutes les énergies et toutes les ressources nationales. Il est vrai, la lutte sera longue mais l'issue est certaine. »

Analyse
Sur ce point, le FLN reste assez peu précis. Tout au long de la guerre d'Algérie, le FLN se distingue pour ses actes de terreur tant à l'encontre du peuple algérien que contre son ennemi français. Parmi leurs méthodes, on relève des divisions entre algériens, des règlements de comptes et, surtout, des attentats, y compris sur le sol français. D'ailleurs, la guerre commence par une série d'attentats menés par l'Armée de libération nationale (ALN), la branche armée du FLN ; c'est la Toussaint rouge.